# UFC 200
UFC 200: Tate vs. Nunes var en MMA-gala som arrangerades av Ultimate Fighting Championship och ägde rum 9 juli 2016 i Las Vegas i USA. 

## Resultat
1. ↑  Titelmatch i bantamvikt.
2. ↑  Ursprungligen en vinst för Lesnar via enhälligt domslut (29–27, 29–27, 29–27). Resultatet ogiltigförklarades efter att Lesnar fastnat i en dopingkontroll.'"`UNIQ--ref-00000005-QINU`"'
3. ↑  Interimtitelmatch i fjädervikt.